# Filippo Zana
Filippo Zana (Thiene, 18 maart 1999) is een Italiaans wegwielrenner die anno 2024 rijdt voor Team Jayco AlUla.

## Palmares
2017
La Piccola Sanremo, junioren
2019
GP Capodarco
2021
2e etappe Istrian Spring Trophy
Eindklassement Ronde van Tsjechië
Eindklassement Vredeskoers U23
2022
Eind- en jongerenklassement Adriatica Ionica Race
 Italiaans kampioenschap op de weg, Elite
Jongerenklassement Ronde van de Limousin-Nouvelle-Aquitaine
Eindklassement Coppa Italia
2023
18e etappe Ronde van Italië
Eindklassement Ronde van Slovenië

## Resultaten in voornaamste wedstrijden
| Jaar | Ronde van Italië | Ronde van Frankrijk | Ronde van Spanje |
| ---- | ---------------- | ------------------- | ---------------- |
| 2020 | 100e             |                     |                  |
| 2021 | 73e              |                     |                  |
| 2022 | 47e              |                     |                  |
| 2023 | 18e (1)          |                     | opgave           |
| 2024 | 11e              |                     | 56e              |
| 2025 | 58e              |                     |                  |

| Jaar | Milaan-San Remo | Amstel Gold Race | Luik-Bast.‑Luik | Ronde van Lombardije | Strade Bianche | Clásica San Sebastián | Waalse Pijl |  | WK op de weg |
| ---- | --------------- | ---------------- | --------------- | -------------------- | -------------- | --------------------- | ----------- |  | ------------ |
| 2020 |                 |                  |                 | opgave               |                |                       |             |  |              |
| 2021 | 73e             |                  |                 |                      | 38e            |                       |             |  |              |
| 2022 | 98e             | opgave           |                 | 75e                  | 19e            |                       |             |  |              |
| 2023 |                 |                  |                 | 79e                  | 21e            |                       |             |  |              |
| 2024 |                 |                  | 39e             | 20e                  | 9e             | 31e                   |             |  | 66e          |
| 2025 | 49e             | opgave           | 51e             |                      | 47e            |                       | 38e         |  |              |

## Ploegen
- 2018 –  Trevigiani Phonix-Hemus 1896
- 2019 –  Sangemini-MG.Kvis-Vega
- 2020 –  Bardiani-CSF-Faizanè
- 2021 –  Bardiani-CSF-Faizanè
- 2022 –  Bardiani-CSF-Faizanè
- 2023 –  Team BikeExchange-Jayco
- 2024 –  Team Jayco AlUla
- 2025 –  Team Jayco AlUla

Battaglin · Bonillo · Cañaveral · Colnaghi · Covili · El Gouzi · Fiorelli · Gabburo · Marcellusi · Martinelli · Mazzucco · Modolo · Mulubrhan (vanaf 21/4) · Nieri · Pellizzari · Pinarello · Rastelli · Santaromita · Tarozzi · Tolio · Tonelli · Trainini (tot 5/4) · Visconti (tot9/3) · Zana · Zanoncello · Zoccarato · Magli (stagiair)
Balmer · Berhe · Colleoni · Craddock · De Marchi · Dunbar · Durbridge · Engelhardt · Grmay · Groenewegen · Hamilton · Harper · Hepburn · Jansen · Juul-Jensen · Maas · Matthews · Mezgec · O'Brien · Peña · Porter · Pöstlberger · Quick · Reinders · Scotson · Sobrero · Stewart · Štybar · Yates · Zana · Jørgensen (stagiair) · McKenzie (stagiair)
Berhe · Craddock · De Marchi · De Pretto · Dunbar · Durbridge · Engelhardt · Ewan · Foldager · Groenewegen · Hamilton · Harper · Hepburn · Jansen · Juul-Jensen · Maas · Matthews · Mezgec · O'Brien · Peña · Plapp · Porter · Quick · Reinders · Schmid · Scotson · Stewart · Walscheid · Yates · Zana